# Light Shop
Light Shop (조명가게?, JomyeonggageLR) è una serie televisiva sudcoreana distribuita su Disney+ dal 4 al 18 dicembre 2024, tratta dall'omonimo webtoon dello sceneggiatore Kang Full.

## Trama
Un gruppo di sconosciuti il cui passato è stato segnato da esperienze orribili viene attirato in un negozio di luci in fondo a un vicolo di dubbia fama.

## Personaggi e interpreti
- Jung Won-young, interpretato da Ju Ji-hoon
- Kwon Young-ji, interpretata da Park Bo-young
- Lee Ji-young, interpretata da Kim Seol-hyun
- Yang Sung-sik, interpretato da Bae Seong-woo
- Kim Hyun-min, interpretato da Uhm Tae-goo
- Jung Yu-hee, interpretata da Lee Jung-eun
- Yoon Seon-hae, interpretata da Kim Min-ha
- Oh Seung-won, interpretato da Park Hyuk-kwon
- Joo Hyun-joo, interpretata da Shin Eun-soo
- Park Hye-won, interpretata da Kim Sun-hwa
- Heo Ji-ung, interpretato da Kim Ki-hae